# Loay
Loay es un municipio filipino de quinta clase, perteneciente a la provincia de Bohol, en las Bisayas Centrales.

## Geografía
El municipio está bañado por el río Loboc.

## Historia
Hacia mediados del siglo XIX, el lugar, por entonces perteneciente a la provincia de Cebú, tenía contabilizada una población de 5660 habitantes, repartidos en 1049 casas. Aparece descrito en el segundo volumen del Diccionario geográfico, estadístico, histórico de las Islas Filipinas (1851) de Manuel Buzeta Núñez y Felipe Bravo con las siguientes palabras:

LOAY: pueblo con cura y gobernadorcillo, en la isla de Bohol, adscrita á la prov. y dióc. de Cebú; sit. en el litoral de la isla, a orilla del r. Lobog, en terreno llano, y clima cálido. Este pueblo se erigió en curato el año 1799, construyéndose en él una igl. de mediana fábrica, bajo la advocacion de la Santisima Trinidad; se halla servida por un cura regular. Tiene unas 1,049 casas de particulares, ademas la parroquial, la de comunidad, donde está la cárcel, y la escuela de instruccion primaria para niños y niñas; su maestro tiene una corta asignacion, sobre los fondos de comunidad. Los pueblos colaterales á este, son Bimiao y Baclayon. El terreno es fértil y lo riega el mencionado r. Lobog; sus prod. son arroz, tabaco, añil, cacao, algodon y abacá. ind.: la agrícola, la caza, la fabricacion de algunas telas para el consumo de la pobl., y la pesca del balate y algunas perlas. pobl. 5,660 alm., y en 1845 pagaba 1.024 trib., que importan 10,240 rs. plata, equivalentes á 25,600 rs. vn.
(Buzeta y Bravo, 1851, pp. 165-166)

En 2020, tenía censados 17 855 habitantes.